# Istocheta luteiceps
Istocheta luteiceps là một loài ruồi trong họ Tachinidae.